# Автомобилист (футбольный клуб, Ереван)
«Автомобилист» — советский футбольный клуб из Еревана. Основан не позднее 1969 года.

## Достижения
- Во второй лиге СССР — 3 место (в зональном турнире Закавказья класса «Б» 1969 год).

## Результаты выступлений
| Сезон | Турнир                                                    | Достижение |
| ----- | --------------------------------------------------------- | ---------- |
| 1969  | Чемпионат СССР 1969, класс «Б», зона «Закавказье»         | 7-е место  |
| 1970  | Чемпионат СССР 1970, класс «Б», 2 зона РСФСР, 2 подгруппа | 4-е место  |